# نظام توارث عرش المملكة المصرية فى بيت محمد علي
بعد إعلان استقلال مصر قام الملك فؤاد بإصدار الأمر الملكى رقم 25 في 13 إبريل 1922 بشأن وضع نظام لتوارث عرش المملكة المصرية وهذا نصه:

## نظام الوراثة في بيت محمد على
نحن ملك مصر
بما أن مصلحة البيت المالك ومصلحة البلاد تقتضيان بوضع نظام لتوراث عرش المملكة المصرية. أمرنا بما هو آت:

### المادة الأولى
الملك وما يتعلق به من سلطات ومزايا وراثى في أسرة جدنا الجليل محمد على.

### المادة الثانية
تنتقل ولاية الملك من صاحب العرش إلى أكبر أبنائه ثم إلى أكبر أبناء ذلك الابن الأكبر وهكذا طبقة بعد طبقة.
وإذا توفى أكبر الأبناء قبل أن ينتقل إليه الملك كانت الولاية إلى أكبر أبنائه ولو كان للمتوفى أخوة. ويشترط في كل الأحوال أن يولد الأبناء من زوجية شرعية. فولاية الملك من بعدنا لولدنا المحبوب فاروق.

### المادة الثالثة
إذا لم يكن لمن له ولاية الملك عقب كانت الولاية إلى أكبر أخوته فإذا لم يكن للمتوفى عقب ولا أخوة كذلك فإلى أكبر أبناء أكبر أخوته فإن لم يكن لأكبر أخوته ابن فإلى أكبر أبناء أخوته الآخرين بحسب ترتيب سن الأخوة. فإن لم يكن له أبناء أخوة كذلك فإلى أكبر أبناء أبناء أكبر أخوته فإن لم يكن لأكبر أخوته ابن ابن فإلى أكبر أبناء أبناء أخوته الأخرين بحسب ترتيب ابن الأخوة. فإن لم يوجد له على قيد الحياة أبناء أبناء أخوة كذلك كانت ولاية الملك إلى ذريتهم طبقة بعد طبقى على الترتيب وبالكيفية المعينين في هذه المادة.
فإن لم يكن لمن له ولاية الملك عقب ولا أخوة ولا ذرية أخوة كذلك كانت الولاية إلى أعمامه وذريتهم على الترتيب وبالكيفية المعينين في هذه المادة طبقة بعد طبقة.
فإن لم يكن له أعمام ولا ذررية أعمام كذلك كانت ولاية الملك إلى أعمام أبيه وذريتهم ثم إلى أعمام جده وإن علا وذريتهم وكل ذلك على الترتيب وبالكيفية المعينين في هذه المادة صفة بعد صفة.
الأخوة والأعمام المشار إليهم في الفقرات المتقدمة هم الأخوة والأعمام الأشقاء أو لأب والذرية هي العصب الذكر من أبناء الذكور مهما كانت طبقتهم ويشترط في كل الأحوال أن يولد الأبناء من زوجية شرعية.
ويستثنى من أحكام هذه المادة الخديوى السابق عباس حلمى باشا فلا تثبت له ولاية الملك. على أن هذا الإستثناء لا يتعداه إلى أبنائه وذريته فتجرى في حقهم أحكام أمرنا هذا.

### المادة الرابعة
كل من آلت إليه ولاية الملك بحسب أحكام القواعد المنصوص عليها في أمرنا هذا يعتبر أصلا ويكون توارث العرش مستمرا في فرعه ثم في إخوته وذريتهم ثم في عمومته وذريتهم بحسب تلك القواعد عينها.

### المادة الخامسة
لا حق للنساء أيا كانت طبقتهن في ولاية الملك.

### المادة السادسة
يشترط فيمن يتولى الملك أن يكون عاقلا مسلما من أبوين مسلمين

### المادة السابعة
إذا تزوج أمير بغير إذن الملك أو إذن من له الحق في تولى سلطته يحرم هو وذريته من حقوقهم في العرش وتنتقل ولاية العرش إلى من يليهم في الترتيب.
كذلك يحرم من العرش من صدر في حقه حكم بإخراجه من الأسرة المالكة لعدم الجدارة طبقا للأوضاع والشروط التي تعين في نظام تلك الأسرة وتنتقل ولاية الملك إلى من يليه وهذا مع عدم الإخلال بحقوق ذريته في العرش.
ويصدر الحرمان في الحالتين بعد موافقة البرلمان من الملك أو ممن تولى سلطته.
ويجوز للملك أو لمن تولى سلطته إقالة المحروم أو إقالة ذريته كلها أو بعضها من هذا الحرمان ومما يترتب عليه من الآثار والإقالة من الحرمان ومن أثارة هي أن يعاد إلى المحروم ما يجوز أن يؤول إليه في المستقبل من الحقوق في وراثة العرش بعد وفاة الملك الجالس عليه. ويشترط في هذه الإقالة موافقة البرلمان.

### المادة الثامنة
يبلغ الملك سن الرشد إذا اكتمل له من العمر ثمانى عشرة سنة هلالية.

### المادة التاسعة
يكون للملك القاصر هيئة وصاية للعرش لتولى سلطة الملك حتى يبلغ سن الرشد.

### المادة العاشرة
تؤلف هيئة وصاية العرش من ثلاثة يختارهم الملك لولى العهد القاصر بوثيقة تحرر من أصلين يودع أحدهما بديوان الملك والآخر برياسة مجلس الوزراء وتحفظ الوثيقة في ظرف مختوم ولا يفتح الظرف وتعلن الوثيقة إلا بعد وفاته وأمام البرلمان.
ويجب فيمن يعين في هيئة الوصاية أن يون مصريا مسلما وأن يختار من الطبقات الآتى ذكرها:
1. أمراء الأسرة المالكة وأصهارهم الأقربون
2. رؤساء مجلس النواب الحالى والسابقون
3. الوزراء أو من تولوا مناصب الوزراء
4. رئيس وأعضاء مجلس الأعيان وكذا رؤساؤه السابقون وهذا إذا نص الدستور على إنشاء مجلس أعيان

على أن هذه الاختيار لا ينفذ إلا إذا وافق عليه البرلمان

### المادة الحادية عشر
إذا لم يتوفر التعيين المنصوص عليه في المادة السابقة فيعين البرلمان هيئة وصاية للعرش.

### المادة الثانية عشر
إذا تعذر الحكم على من له ولاية الملك بسبب مرض عقلى فعلى مجلس الوزراء بعد التثبت من ذلك أن يدعو البرلمان في الحال إلى الاجتماع فإذا ثبت قيام ذلك المرض بطريقة قاطعة قرر البرلمان انتهاء ولاية ملكه فتنتقل ولاية ملكه إلى صاحب الحق فيها من بعده بحسب أحكام أمرنا هذا.

### المادة الثالثة عشر
على وزراء حكومتنا تنفيذ أمرنا هذا ويعمل به بمجرد نشره في الجريدة الرسمية.

### التوقيع
صدر بسراى عابدين في 15 شعبان سنة 1340 – 12 إبريل سنة 1922 رقم 25 لسنة 1922
فؤاد